# Шишов, Владимир Сергеевич
Влади́мир Серге́евич Шишо́в (29 февраля 1940, Москва — 13 февраля 2025, Москва) — советский и российский дипломат. Чрезвычайный и полномочный посол (1990).

## Биография

### Образование
В 1963 году окончил Московский государственный институт международных отношений (МГИМО) МИД СССР. В 1979 году окончил Дипломатическую академию МИД СССР.

### Дипломатическая карьера
С 1963 года работал на различных должностях в центральном аппарате МИД СССР и России и в дипломатических представительствах за рубежом.
В 1961—1962 годах — дежурный референт Консульства СССР в Порт-Саиде (Объединённая Арабская Республика).
В 1962—1963 годах — студент МГИМО.
В 1963—1968 годах — переводчик, атташе Посольства СССР в Марокко.
В 1968—1971 годах — атташе, третий секретарь, второй секретарь I Африканского отдела МИД СССР.
В 1971—1977 годах — второй секретарь, первый секретарь Посольства СССР в Алжире.
В 1977—1979 годах — слушатель Дипломатической академии МИД СССР.
В 1979—1982 годах — советник, заведующий сектором I Африканского отдела МИД СССР.
В 1982—1988 годах — советник-посланник Посольства СССР в Алжире.
В 1988—1990 годах — эксперт, старший советник Управления стран Ближнего Востока и Северной Африки МИД СССР.
С 24 сентября 1990 года по 22 марта 1994 года — чрезвычайный и полномочный посол СССР/России в Исламской Республике Мавритании.
С августа 1994 года — посол по особым поручениям МИД России. С 3 декабря 1994 года по 19 сентября 1997 года — руководитель делегации Российской Федерации на переговорах с Азербайджанской Республикой по вопросам двусторонних отношений представляющим взаимный интерес в политической, военной, экономической, социальной и гуманитарной областях.
С 24 марта 1998 года по 4 января 2003 года — чрезвычайный и полномочный посол Российской Федерации в Государстве Кувейт.
С 2003 года — на пенсии.
Скончался 13 февраля 2025 года в возрасте 84 лет.

## Личная жизнь
Был женат, имел двоих детей.
Владел арабским, французским и английским языками.

## Дипломатический ранг
- Чрезвычайный и полномочный посол (24 сентября 1990)[8].

## Награды
- Почётная грамота Президиума Верховного совета РСФСР (1 марта 1990) — за многолетнюю плодотворную дипломатическую работу[9].
- Почётная грамота Министерства иностранных дел Российской Федерации (1997).
- Медаль «За освоение целинных земель».
- Медаль «В память 850-летия Москвы».